# Forte Conde d'Eu
O Forte Conde D'Eu localizava-se ao sul do Arroio Chuí, em Chuy, território do atual Uruguai.

## História
Em meados do século XIX, no contexto da defesa das fronteiras da Província do Rio Grande contra as provocações argentinas de invasão feitas pelo General Juan Manuel de Rosas (1793-1877), o Marechal Francisco José de Sousa Soares de Andréa (1781-1858), Chefe da "Comissão de Limites entre o Brasil e o Uruguai", projetou três fortificações, uma em Caçapava do Sul (Forte de Dom Pedro II), outra em Jaguarão (Forte Duque de Saxe), e a terceira no Chuí, em território do atual Uruguai.
Esta última, com o nome de Forte Conde D'Eu, jamais foi concluída.